# Tetra-tert-butylmethan
Tetra-tert-butylmethan (systematischer Name nach IUPAC: 3,3-Di-tert-butyl-2,2,4,4-tetramethylpentan) ist eine hypothetische organische chemische Verbindung mit der Summenformel C17H36. Es würde sich um ein Alkan handeln, genauer gesagt um das maximal verzweigte Isomer von Heptadecan.
Die Verbindung ist von theoretischem Interesse, weil es sich nach aktuellem Kenntnisstand um den kleinsten gesättigten und acyclischen Kohlenwasserstoff handelt, der – bedingt durch sterische Hinderung – nicht stabil ist.